# Ulla Lohmann
Ulla Lohmann (Kaiserslautern, 6 de junio de 1977) es una fotógrafa, periodista y directora de documentales alemana residente en Baviera y principalmente conocida por su fotografía de aventuras, especializada, entre otros campos, en la fotografía de volcanes activos.

## Biografía
Con 18 años de edad Lohmann ganó un premio en el concurso juvenil de ciencias naturales Jugend forscht, con una reconstrucción de un esqueleto de un anfibio. Con el dinero obtenido, durante el año 1996 realizó un viaje por el mundo que terminó llevándola al campo del fotoperiodismo.
Estudió Geografía y Periodismo, licenciándose en Medio Ambiente y Fotoperiodismo y terminando por especializarse en su vida laboral en los campos de los volcanes y los pueblos indígenas. Ha trabajado para publicaciones como Geo, National Geographic, Stern View, ARD, ZDF, la BBC o Red Bull Media House. Además de alemán, habla francés, inglés y Pidgin de Papúa Nueva Guinea y de las Islas Salomón.

## Publicaciones
- 2007. “Biotreck AÁrica: Seis meses a través de África”, Bildband
- 2014 Aventura en los Dolomitas (NG Malik-Buchgesellschaft, Hamburg) para National Geographic
- 2017. ¡ Lo conseguí!: Mi viaje al centro de la tierra (Verlag Benevento)

## Exposiciones
- 2009. „Eden in Asche“ & Screening „Mumien“ para „Visa pour l’Image“ (Francia)[4]

## Premios y reconocimientos
- 2005. Premio especial por su película „Entre Ciel et Terre“ en el Expedition, Adventure & Environmental Film Festival de Francia
- 2006/2007. Selección en „Aventura del año“, SPB, Francia
- 2010. Foto en „Las mejores de los últimos 5 años“ en Stern View
- 2012. Designación como „Talento prometeror“, en el Foro Internacional de la Mujer
- 2012. Enombramieto como „Exploradora Canon“
- 2014. Reportaje en „GEO“ con una de las mejores aventuras
- 2014. Miembro de la “Deutsche Gesellschaft für Photographie”” (Sociedad alemana de la fotografía).
- 2015. Fundación”Jugend forscht e. V.”. Alumnos del mes“ Oktober[5]
- 2015. Miembro del "The Explorers Club"

## Expediciones
- 2001. Expedición para documentar las cuevas rupertres recié descubiertas en Kimberleys (Australia)
- 2008. Atravesando Áfrika (“Croisière Noire”) con Oldtimer
- 2009. Expedición a Papua Nueva Guinea  „Lost Land of the Volcano“ con la documentación de unos 40 animales recién descubiertos[6]
- 2010. Viaje junto a Ronald G. Beckett para estudair la cultura de la muerte de los Anga de Papua Nueva Guinea[7]
- 2012. Expedición al volcán activo más altos del planeta: el Ojos del Salado, en Chile
- 2012/13. Vuelta al mundo con una BMW R 1200 GS[8]
- 2014/15. Expedición para estudiar el mar de lava de Ambrym, Vanuatu
- 2015. Expedición a Papua Nueva Guinea para fotografiar una momia tradicional e investigar sobre la cultura de la muerte de los Anga.[9]

## Documentales (selección)
- 2003. “360° – GEO Reportage: Les Marquises”, ARTE/ZDF
- 2004. “Tikopia – Rebuilding Paradise”, NRK 1
- 2005. “Rough Trade: Lost Tribe Photographer”, NATIONAL GEOGRAPHIC channels
- 2005. “Entre ciel et terre”, USHUAIA TV
- 2006. “6 Billion Others”, Yann Arthus-Bertrand/ Good Planet Foundation
- 2006. “L’ame des Marquises”, Planète
- 2008. “Biotreck Africa”, France 5/TV5
- 2008. “Into the Unknown”, Discovery
- 2008. “Wild Spaces”, National Geographic Channel
- 2009. “La tierra perdida del volcán” Series, BBC
- 2010. “Momias perdidas” National Geographic/France 5
- 2010. “La tierra perdida I y II”, ARD
- 2011. “Expedición en el reino animal de Papua Nueva Guinea”, Serie, NDR
- 2012. “En el corazón del volcán”, SWR
- 2012. “Dentro del volcán”, Serie para Hong Kong Media Production
- 2013. “Bilderjäger Dolomiten”, Servus TV
- 2014. „Human“ para Yann Arthus-Bertrand (en Papua Nueva Guinea )
- 2015. “Dentro del volcán“ para Red Bull Media House